# Zosterops hypolais
Zosterops hypolais е вид птица от семейство Zosteropidae. Видът е почти застрашен от изчезване.

## Разпространение
Видът е разпространен в Микронезия.